# Gert (Einheit)
Die Gert bezeichnet ein in Gegenden Frankens verwendetes, auch Gertstange oder Rute genanntes Längenmaß, das regional unterschiedlich als 10–20 (zumeist 12) Schuh oder „Werkschuh“ definiert ist.
„Schuh“ bzw. „Werkschuh“ bezeichnet dabei historisch eine Länge von z. B. 0,2998 m bei den Grafen von Ansbach, 0,3037 m in Nürnberg, bei heutiger Verwendung 0,3 m. Der Name leitet sich von einem Stück langen trockenen Holzes her, auf dem der Schuh durch Kerben oder Nägel sichtbar gemacht ist.
„Gert“ bezeichnet auch ein auf dem Längenmaß basierendes Flächenmaß und ein darauf basierendes Holzrecht. So definiert die Ergersheimer Waldordnung die Gert als ein Holzrecht für eine Fläche von 1 Gertstange (12 metrisch definierte Schuh zu 0,30 m, also 3,60 m) Breite und 28 Gertstangen Länge, also 362,88 m². Für den zu Ergersheim gehörenden Stiftungswald Eschenau wird eine Eschenaugert als Holzrecht von zwei Gertstangen Breite und 14 Gertstangen Länge (also ebenfalls 362,88 m²) definiert.
Nach der Würzburger Forstordnung von 1668 sollte die Gert 14 Würzburger Schuh betragen. Im Jahr 1721 wurde das Maß auf 12 Nürnberger Werkschuh festgelegt. Ein Morgen/Acker hatte dann 180 Gert.